# 에어 캄보디아
에어 캄보디아(영어: Air Cambodia)는 베트남 항공에 의해 설립된 캄보디아의 항공사로 2009년 7월 28일 취항했으며 프놈펜 국제공항과 씨엠립 국제공항이 허브 공항으로 이 외에도 캄보디아 도시를 취항하고 있다.

## 개요
2009년 캄보디아 정부와 베트남 항공에 의해 설립된 캄보디아의 항공사로 2001년 도산한 국영 항공사인 로얄 에어 캄보디아를 대체하기 위해 설립된 이후 2009년 7월 28일 운항하기 시작했고 일부 항공편은 베트남 항공과 공동 운항을 하고 있으며 2025년 1월 1일부로 에어 캄보디아로 회사명이 변경되었다.

## 역사

### 2009년
- 7월 28일: ATR 72-500기를 도입, 프놈펜발 씨엠립, 프놈펜발 호치민, 씨엠립발 호치민 노선에 취항하면서 운항도 시작, 이후 베트남 항공과 공동운항 협약 체결
- 9월 2일: 에어버스 A321-200기를 도입

### 2011년
- 12월 14일: 씨엠립발 시아누크빌 노선에 주 3회 신규취항

### 2012년
- 11월 30일: 씨엠립발 방콕(수완나품) 노선에 신규취항

### 2013년
- 1월 7일: 프놈펜, 씨엠립발 하노이 노선에 신규취항
- 2월 1일: 프놈펜발 방콕(수완나품) 노선에 신규취항
- 3월 6일: 프놈펜발 방콕(수완나품) 노선에 신규취항
- 7월 14일: 씨엠립발 샤먼 노선에 신규취항
- 9월 26일: 씨엠립발 광저우 노선에 신규취항
- 12월 26일: 씨엠립발 항저우 노선에 신규취항
- 12월 26일: 프놈펜, 씨엠립발 상하이(푸둥) 노선에 신규취항

### 2014년
- 1월 18일: 23일까지 원저우, 정저우 전세편 노선에 일시적 취항
- 2월 1일: 씨엠립발 푸저우 전세편 취항

### 2015년
- 1월 16일: 씨엠립발 싱가포르 전세편 일시적 취항
- 10월 26일: 씨엠립발 싱가포르 전세편 재취항
- 12월 25일: 씨엠립발 서울(인천) 전세편 취항

### 2016년
- 7월 1일: 씨엠립발, 다낭 노선에 신규취항

### 2025년
- 1월 1일: 회사명을 에어 캄보디아로 변경

## 운항 노선
- 2023년을 기준으로 캄보디아 앙코르 항공은 다음의 노선을 운항 중이다.[1]

### 현재 운항 노선
- 베트남
  - 다낭 - 다낭 국제공항
  - 호치민 - 떤선녓 국제공항
- 중화인민공화국
  - 베이징 - 베이징 수도 국제공항
  - 광저우 - 광저우 바이윈 국제공항
  - 상하이 - 상하이 푸둥 국제공항
  - 항저우 - 항저우 샤오산 국제공항
- 캄보디아
  - 프놈펜 - 프놈펜 국제공항 허브
  - 시엠립 - 시엠립 앙코르 국제공항
  - 시아누크빌 - 시아누크빌 국제공항

### 운항 중단 노선
- 대한민국
  - 서울 - 인천국제공항
- 라오스
  - 비엔티안 - 왓따이 국제공항
  - 루앙프라방 - 루앙프라방 국제공항
- 베트남
  - 하노이 - 노이바이 국제공항
- 싱가포르
  - 싱가포르 - 싱가포르 창이 국제공항
- 중화인민공화국
  - 샤먼 - 샤먼 가오치 국제공항
- 캄보디아
  - 시엠립 - 시엠립 국제공항
- 태국
  - 방콕 - 수완나품 국제공항
- 홍콩
  - 홍콩 - 홍콩 국제공항

## 보유 기종
- 2019년 11월 기준으로 캄보디아 앙코르 항공은 다음과 같은 기종을 보유하고 있으며 평균 기령은 2.2년이다.[2]